# カエサル・バロニウス
カエサル・バロニウス（Caesar Baronius、1538年10月31日 - 1607年6月30日）は、16世紀から17世紀にかけてのイタリアの枢機卿・歴史家。

## 経歴
当時、ナポリ王国領であったソーラにて生まれる。ヴェロリとナポリで人文主義教育と法学教育を受け、1557年、19歳の時に法学を深めるためにローマに出る。ここでフィリッポ・ネリの説教を聞いた彼は修道士になることを志す。ネリも彼に修道士になることを勧め、1558年彼はバロニウスに集会にて教会史について講話をするように命じたのである。1561年、バロニウスは法学博士号を取得すると、直ちにネリの創設したオラトリオ会に正式に加入し、1564年には司祭に叙せられた。
バロニウスが教会史を講話するようになった翌年の1559年、マティアス・フラキウスによる『マクデブルクの諸世紀教会史』第1巻が刊行された。エウセビオス以来久しく行われてこなかった使徒時代から今日に至るまでの教会史作成の試みがプロテスタントによって開始されたことにカトリック側は大きな衝撃を受けた。バロニウスは枢機卿アントニオ・カラッファよりカトリックの立場に基づく教会史の執筆を要請された。バロニウスは当初これを躊躇したが、この事業を行い得るのはバロニウスだけであると考えたネリの説得によってようやく執筆を引き受けることになった。
だが、史料収集の困難さとバロニウスの正確さを期す性格、更に彼自身の多忙によって執筆は困難を極め、1588年に『教会年代記』（Annales Ecclesiastici、en）の第1巻が刊行された。最終的には彼の死によって12世紀を扱った第12巻までで未完に終わる事になったものの、彼の単独事業であった事や満足な史料を探すことも困難であった当時の状況（フラキウスの『マクデブルクの諸世紀教会史』も複数の執筆陣との共同作業であったにもかかわらず、13世紀までで未完となった。なお、バロニウスは事実関係に関して争い得ないと考えた部分については『マクデブルクの諸世紀教会史』からも引用を行っている）のことを考慮する必要がある。
1593年、高齢のネリの後をうけてオラトリオ会総長に就任したバロニウスは1596年に枢機卿に選ばれ、翌年にはバチカン図書館の総責任者を兼ねる枢機卿司書に任ぜられた。そして、1605年のクレメンス8世の死去に伴うコンクラーベでは有力候補とされ、一時は次期ローマ教皇選出に必要な票数を集めた。ところが、カトリック最大の国家の1つであるスペインの代表が国王の意向としてバロニウスは認められないと異議を挟んで巻き返しを図った。それは『教会年代記』など彼の著作がフランス寄りとみなされていたこと、同11巻においてシチリア王国がウルバヌス2世より与えられた特権に関する文書を偽文書と判断したこと（当時、スペイン国王はシチリア国王を兼任していた）ことがスペインの不信を買っていたことによるもので、同国ではバロニウスの著書を禁書扱いにする程であった。このため、コンクラーベはスペイン・フランス双方が受け入れられる人物としてメディチ家のレオ11世を選出、更にレオ11世が1ヶ月を経ずに急逝した後のコンクラーベでもスペインが推すパウルス5世が立てられた。これに対してバロニウスは問題の記述はバチカン図書館などの所蔵資料に依拠した純然たる学問的関心のための行動であるとして政治的意図を否定したが、それ以上の異議を唱えることはせず、より一層の学究活動に専念させることになった。
だが、高齢と度重なる深夜までの学究活動などが、次第に彼の健康状態を悪化させ、1607年に病のためにこの世を去った。